# Put Me in Your Mix
Put Me In Your Mix è il diciottesimo album del cantante statunitense Barry White, pubblicato nel 1991 dalla A&M Records.

## Storia
Considerato come un ritorno al successo, con la presenza di slow jams esemplari, fu il secondo album della fase di recupero di White e conteneva la traccia omonima che ebbe grande successo. L'album includeva anche una produzione affine al Contemporary R&B, essendo caratterizzato da una strumentazione più elettronica e, in particolare, dalla presenza di una Linn Drum combinata agli arrangiamenti tradizionali di White. Glodean James contribuì come corista, e Isaac Hayes cantò nel duetto Dark and Lovely (You Over There). Inoltre è inclusa una cover del famoso brano di Domenico Modugno, Nel blu dipinto di blu, intitolata Volare. L'album raggiunse il #98 della Billboard Hot 100 e il #8 della classifica Billboard top R&B albums.

## Tracce
1. Let's Get Busy (White, Lopez, Lucero, Taylor) - 4:43
2. Love Is Good With You (White, Jones, Perry) - 6:10
3. For Real Chill (White, Perry) - 5:49
4. Break It Down With You (White, Banks, Ragin) - 6:24
5. Volare (Migliacci, Modugno, Parish) - 5:45
6. Put Me in Your Mix (White, Johnson) - 7:35
7. Who You Giving Your Love To (White) - 5:26
8. Love Will Find Us (White, Perry) - 7:07
9. We're Gonna Have It All (White, Grover, Schroeder) - 5:55
10. Dark and Lovely (You over There) [con Isaac Hayes] (White) - 10:05